# Synaptura selheimi
Synaptura selheimi és un peix teleosti de la família dels soleids i de l'ordre dels pleuronectiformes.

## Alimentació
Menja insectes aquàtics, crustacis i peixos.

## Distribució geogràfica
Es troba a les costes d'Austràlia.